# پیست خیابانی جده
پیست خیابانی جده (به عربی: حلبة شارع جدة، به انگلیسی: Jeddah Street Circuit)یک پیست خیابانی است که برای برگزاری مسابقات ورزش‌های موتوری استفاده می‌شود که در شهر بندری جده، واقع در سواحل دریای سرخ در عربستان سعودی ساخته شد. این پیست در فصل ۲۰۲۱ میزبان نخستین مسابقهٔ جایزه بزرگ عربستان سعودی در مسابقات قهرمانی جهان فرمول یک بود.

این پیست را هرمان تیلکه طراحی کرده است.

## پیست
پیست جده سریع‌ترین پیست خیابانی فرمول یک است و در شبیه سازی سرعت آن به ۲۵۰ کیلومتر بر ساعت (۱۶۰ مایل بر ساعت) رسیده است.همچنین این پیست دومین پیست طولانی حال حاضر در تقویم فرمول یک است (بعد از اسپا-فرانکورشان).

### ساختار پیست
این پیست که ۶٫۱۷۵ کیلومتر (۳٫۸۳۷ مایل) طول دارد از ۲۷ پیچ تشکیل شده است که بیشتر آنها پیچ های پرسرعت و یا تند هستند.